# 홍난파
홍난파(洪蘭坡, 1898년 4월 10일 (음력 3월 19일) ~ 1941년 8월 30일)는 한국의 작곡가 겸 피아니스트이자 지휘자다. 본관은 남양 홍씨 토홍계이다. 본명은 홍영후(洪永厚)이지만 홍난파로 더 알려져 있다. 아호는 난파(蘭坡)이다. 한동안 음악평론가로 활동하면서 ‘한국의 슈베르트’라고 불리기도 하였다. 작품 중 〈봉선화〉, 〈성불사의 밤〉, 〈옛동산에 올라〉, 〈고향 생각〉등 10여곡의 가곡과 〈고향의 봄〉, 〈나뭇잎〉, 〈개구리〉, 〈무지개〉, 〈옥수수 하모니카〉 등 111개의 동요를 작곡하여 천재 작곡가로 알려졌다.

## 생애

### 생애 초기

#### 출생과 생애 초기
난파 홍영후는 경기도 남양군 둔지곶면 활초동(현 화성시 남양읍 활초리)에서 남양 홍씨 토홍계 대호군공파 24세손으로 8남매 중 셋째이자 차남으로 태어났다. 아버지 홍준은 국악에 조예가 깊어서 집안 식구들이 거문고나 퉁소 등 전통 악기를 연주했는데 홍영후는 그 중 앙금을 연주했다고 한다. 아버지 홍준은 국악에 조예가 많았던 관계로 아들에게 금파(錦坡), 난파(蘭坡) 등의 별호를 지어 주었다. 형 금파 홍석후는 구한 말의 양의사이기도 했다. 홍영후의 막내동생 민후는 해방 후 30여년간 경남 합천군 삼가면에서 '백중약국'을 경영하며 인술을 베풀어 약사로서 평생 선업을 쌓아 지역민들의 큰 존경을 받았다. 약사 홍민후는 형편이 어려운 환자들은 약값을 받지 않았고, 공짜로 약을 지어주며 '웬만하면 약 먹지 마셔요'로 처방하여 유명하였다. 또한, 홍난파는 1933년 형 금파와 함께 난파트리오를 결성해 활동했다. 트리오중 일찍 요절한 조카 홍성유(1908 ~ 1936)는 형 홍석후의 셋째 아들이기도 했다.

#### 서양 음악에 입문하다
1899년 온 가족이 고향을 떠나 서울로 이사한 후 그는 교회를 다니게 되면서 서양 음악을 접하였고, 그 영향으로 그의 사촌 형 및 조카들이 모두 바이올린 연주자가 되었다. 그 또한 현재 대한예수교장로회(통합)에 속한 장로교회인 새문안교회에 다니면서 1911년에 세례를 받았고 집사로서 성가대 활동을 하는 등 교회 활동을 적극적으로 하였다. 새문안교회를 비롯하여 많은 교회 음악회 때에도 바이올린 연주를 통한 전도 활동을 하기도 했다.
1910년 중앙 기독교 청년회 중학부에 입학하였다. 중학과 재학 중 그는 장난감 바이올린을 구입하여 숫자보를 사용하여 '도레미법'을 터득하였고, 중학과 재학 중에 고학과 아르바이트로 7원 50전이라는 돈을 모아 바이올린을 구입하여 음악연습을 시작했다. 1912년에 조선 정악 전습소 서양악부 성악과에 입학하여 성악을 전공했고, 당시 조선인 최초의 서양 음악 교사인 김인식의 지도를 받으며 공부하였다. 1913년 조선 정악전습소 성악과를 졸업하고 그 해 기악과에 입학, 이듬해에 중앙 기독교 청년회 중학과 졸업 및 기악과를 졸업하였다. 졸업 후 조선정악전습소의 보조교사로 잠시 있었다.

### 청년기

#### 본격적 음악 활동의 시작

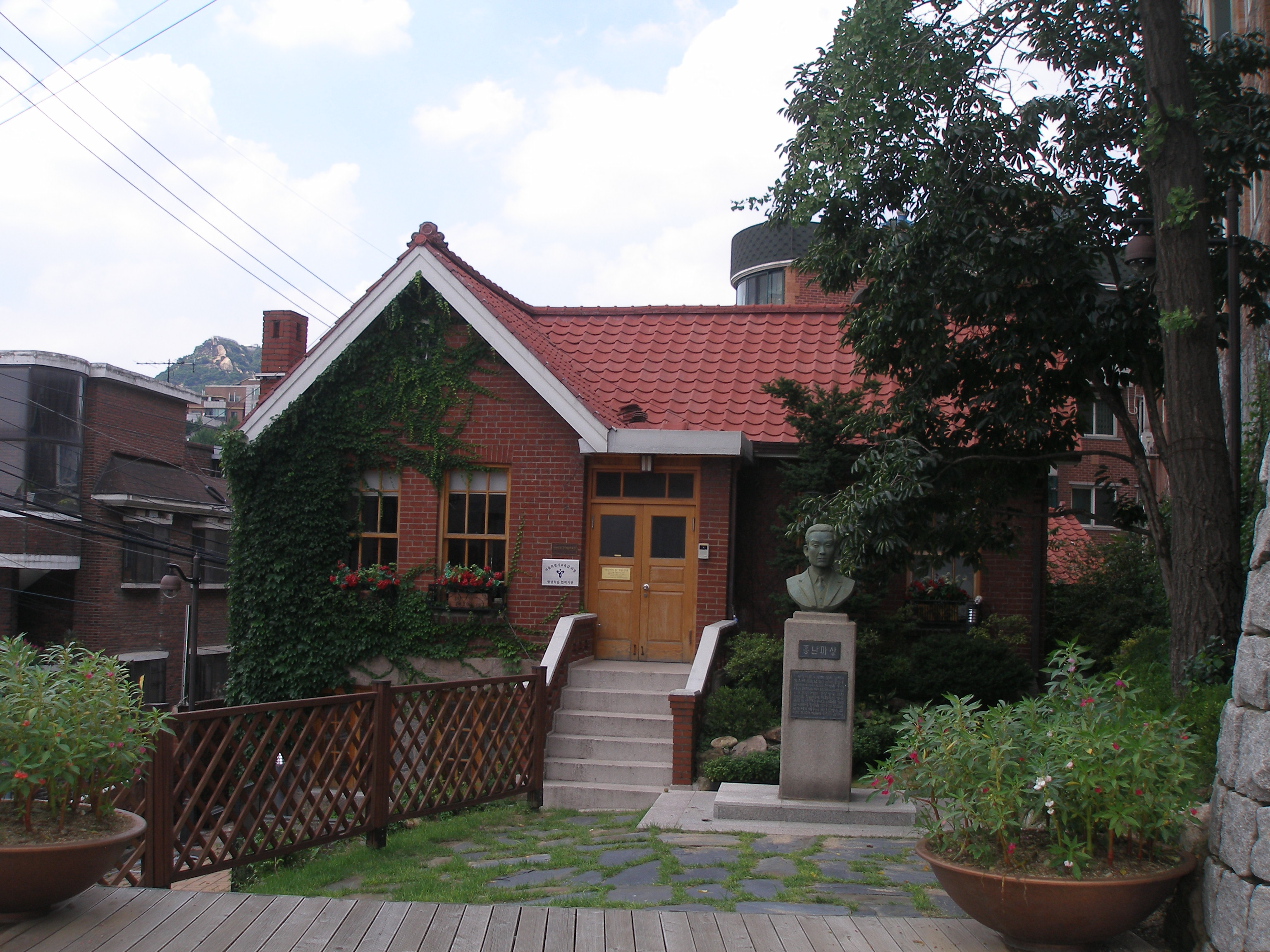
홍파동 월암공원에 있는 홍난파가 살던 집

1915년 조선 정악전습소 서양악부 교사로 부임하여 <악전대요>, <통속창가집>을 출간하였고, <간이무답행진곡집>을 편찬하는 등 활동을 하기도 했다. 그 해에 김상운과 18세의 나이로 결혼한다. 홍난파의 형은 부친의 뜻에 따라 의학을 전공하게 되었고, 홍난파 또한 부친의 뜻에 따라 세브란스 의전에 입학(1916년)하였다. 그럼에도 그는 세브란스 의전에서 열린 성탄 축하 음악회에서 바이올린을 연주하였는데 이는 그의 첫 공연 무대로서 당시 큰 호응을 얻었다. 그의 음악에 대한 애정 때문에 입학 1년 만에 중퇴하고 1917년 3년간 있던 조선정악전습소 서양악부 교사직을 사임하였다. 이듬해 1월 5일 장녀 홍숙임을 얻었으며 1918년 일본에 유학 도쿄 우에노(上野)음악학교 예과(預科)에 입학하여 이듬해 3월 수료하였다.
이듬해인 1919년 도쿄에서 예술 잡지인 <삼광>을 창간하였으나 삼광은 경영난으로 4호를 끝으로 폐간되었다.
그리고 그 해 홍난파는 본과 진학이 무산되자 귀국하여 경성악우회를 조직하는 등 활동을 전개하기 시작하였다. 1919년 3월 그는 3·1 운동에 참여하기 위해 학업을 중단하고 잠시 귀국하였다. 3·1 운동 직후 그는 다시 일본으로 돌아가 복학을 신청했으나 받아주지 않자 좌절하고 만다. 다시 귀국 후 그는 첫 작품의 작곡에 몰입한다.
1920년에 <애수>를 작곡했는데 이 작품은 그의 작품 중 가장 유명한 <봉선화>의 원곡이다. 그 해 공식적으로는 처음 독주회를 열었는데, 이는 일제 강점기 시절 조선인 최초이다. 1921년 첫 창작 소설집인 <처녀혼>을 발간하였고, 이듬해에는 연악회를 설립, 음악잡지 《음악세계》를 창간하였다. 1925년에는 잡지 <음악계>를 창간하고 바이올린 독주곡 <애수의 조선>, <로만스>, <동양풍의 무곡>을 작곡하였으며, 연악회 주최로 한국 최초의 바이올린 독주회를 열었다. 한편으로 생업에도 종사해야 했던 그는 1920년 매일신문사에 입사하여 기자생활을 하기도 했다.
1926년 5월 13일 부인 김상운과 사별하였으며 다시 일본으로 유학가서 일본 도쿄 고등음악학원 야간반에 편입학하였다. 도쿄 고등음악학원에 재학하면서 그는 도쿄 교향악단(지금의 NHK 교향악단)의 제1바이올린 연주자로 입단했다. 1929년 고등음악학원을 수료한 뒤 도쿄 교향악단을 사직하고 귀국했다.

#### 봉선화의 작곡과 소개
1926년 홍영후는 <세계명작가곡선집>을 편찬하였는데 그의 작품 <봉선화>가 여기에 수록되었다. 이듬해 라디오 방송을 통해 봉선화 곡이 소개되었다. 이 노래를 최초로 부르고 널리 퍼지게 한 당시 소프라노 김천애의 증언에 의하면 당시 봉선화라는 소재를 선택한 것이 작사자인 김형준(피아니스트 김원복의 선친)의 영향으로, 김형준이 살던 집 울 안에 봉선화 꽃이 가득했고, 또 김형준씨는 생전의 홍난파와 이웃해 살면서 교분이 두터웠다고 한다. 덧붙여 김형준은 봉선화를 보면 곧잘 '우리 신세가 저 봉선화꽃 같다'는 얘기도 했다고 한다.
그러나 이 노래가 정작 널리 퍼져 모든 사람의 가슴을 울리게 된 것은 1940년대였다. 1942년 봄 히비야 공회당에서 열린 신인 음악회에서 김천애가 <봉선화>를 부른 것이 시초였고, 귀국 후 서울 부민관, 하세가와 공회당, 평양 키네마 등 여러 곳에서 독창회를 가지면서 <봉선화>를 불러 청중들의 눈물을 글썽이게 했다. <봉선화>는 빅터와 콜롬비아 두 레코드 회사에 취입되면서 더욱 크게 히트하였다. 이는 주권을 일본에 침탈당한 국민의 아픔을 달래는 노래였기에 엄청난 인기를 모으게 되었으나, 일본 경찰 당국은 이를 문제 삼아 이 노래를 못 부르도록 했다. 그럼에도 불구하고 김천애는 무대에 설 때마다 이 노래를 불러 여러 차례나 경찰에 연행되기도 했다. <봉선화>의 1절이 아름답게 꽃피우던 성하에의 애절함이라면, 2절은 가을 바람에 떨어지는 낙화에의 조사를 뜻하는데, 이어지는 3절이 애절한 민족의 염원을 담고 있다. 곧, 애수 어린 가곡에서 민족의 노래로 승화시키는 모티브 역할을 한다.

### 음악 활동

#### 다시 유학길에 오르다
1931년 그는 조선 음악가 협회 창립 총회에서 상무 이사로 선임되어 활동을 하였다. 그는 더 많은 것을 배우겠다는 생각을 가지고 그 해 7월에 성가대를 사임하고 미국의 셔우드 음악학교(Sherwood Conservatory of Music)를 2년간 다녔다. 사실 이 때의 유학길은 미국으로 간 애인을 따라 결심하게 되었다고 한다. 김을한이 지은 《그리운 사람들》(삼중당, 1991)에 따르면 홍영후가 서울에서 음악 활동을 하던 무렵 K라는 애인이 있었는데, 그녀의 수양어머니가 홍난파의 애주를 문제 삼아 결혼을 매우 반대하였고, 그예 미국으로 모녀가 함께 돌아가자 그 뒤를 좇아 급하게 미국 유학길에 올랐다고 한다.
이 기간 동안 홍영후는 도산 안창호가 이끄는 흥사단에 가입하게 되는데, 이 당시 흥사단은 미국에서 활동하던 독립 운동 단체였고, 미국에 있는 조선인의 가입을 이끌며 독립 운동을 전개하였다. 그러나 홍영후의 미국 생활은 시련의 연속이었다. 수업을 받으며 내야 하는 납부금을 제 때에 내지 못해 분납을 하며 생활해야 했고, 뜻하지 않은 교통 사고를 당하며 늑골을 다치고 말았다. 이 교통 사고의 후유증으로 늑막염에 시달려야 했고 귀국 후에도 잦은 병원 입원과 퇴원을 반복해야 할 정도로 그의 건강이 나빠지게 되었다. 이때 흥사단은 그가 셔우드 음악학교를 수료할 때 그를 축하해 주었고, 홍영후 또한 교통 사고를 당한 이후 "격려를 보낸 것에 대해 감사 드리며 변호사에게 사건을 위임하여 손해금을 받아 볼까 교섭중이다"는 편지로 화답하였다. 마침내 홍영후는 1932년 12월 8일 흥사단에 단우 번호 266번으로 가입하게 된다.
미국 유학을 마치고 귀국길에 오른 그는 로스앤젤레스의 한인 교회에서 바이올린 연주회를 열었고, 지방 흥사단 대회에도 참가한 후 귀국하였다. 1931년 그는 일본 빅터레코드사 고문으로 위촉되었다.

#### 귀국 후 활동
국내에 돌아와 그는 경성보육학교 주임교수를 맡았고, 1933년 이화여자전문학교 음악학 강사로도 출강하였다. 1933년 <조선동요백곡집> 하편, <조선가요작곡집>을 발매하였다. 그리고 그 해 최초의 실내 악단이자 바이올린 3중주 악단인 난파 트리오를 결성하였다. 난파 트리오는 홍영후와 그의 조카인 홍성유, 이영세로 구성되어 진고개(현재의 충무로)에 있는 메이지제과홀에서 첫 발표회를 가졌다. 그러나 조카 홍성유가 1936년 8월 병으로 갑자기 사망하면서 난파트리오는 해체되었다.
그는 1934년에는 일본 빅터레코드사 경성지점 음악 주임으로 근무하기도 하고, 현제명과 함께 작곡 발표회를 하는 등 다시 국내에서의 활동을 왕성하게 하였다. 그 해 12월 27일 이대형과 재혼하였고, 많은 영화 음악이나 신민요, 가요 등에 관여하면서 자신의 이름을 나소운(羅素雲)이라 적었다. 그 밖에 이화여전 강사를 지냈고, 경성중앙방송국 양악부 책임자로서 활동하기도 했다. 한국 최초의 관현악단인 경성방송 관현악단을 조직, 지휘자로 활동하였다. 1938년에는 <음악만필>을 발간하였다.
1936년 그는 박영근, 이승연과 함께 <코리아음악연구소>를 창설하여 음악을 가르쳤고, <특선가요곡집>을 출간하였다. 이 해 8월 18일 조카 홍성유가 29세로 요절하여 난파 트리오는 해체되었지만, 그는 다시 이흥렬, 김태연과 함께 성서 트리오를 결성하였다.

#### 친일 활동
홍난파는 1937년 수양동우회 사건의 관련자로 지목되어 경성부 종로경찰서 경찰에 의해 검거되었다. 72일 동안에 걸친 옥고를 치른 후에 석방되었으나, 애국가요대회에서 <정의의 개가>, <공군의 가(歌)>를 작곡하였다. 그 후 그는 "사상 전향에 관한 논문"을 제출하였을 뿐만 아니라 1939년 당시 변절한 문학가 이광수의 시에 곡을 넣어 <희망의 아침>을 발표하였다. 그런가 하면 매일신보에 <지나사변과 음악> 등을 게재하기도 했다. 또한 1940년에는 국민총력조선연맹의 문화위원에 임명되어 활동하기도 하였다.
일제 말기 전시 체제(중일 전쟁과 태평양 전쟁) 이후로 일제 총독부는 모든 분야에 발악했었고, 당시 옥중에 갇혔던 정치범들이나 독립운동지사들은 전향서를 써야만 석방을 맞을 수 있었다. 그리고 수양 동우회 사건 이후 수많은 독립운동지사들이 변절하거나 전향하는 사람들이 급격히 늘어났던 시기였다. 그의 딸인 홍정임 여사는 한 언론과의 인터뷰에서 아래와 같이 증언하고 있다.
제가 이 세상에 처음 태어나던 날, 저의 아버지는 종로경찰서에 갇히셔서 옥고를 치르고 계셨습니다. 이름을 지어줄 아빠가 안 계신 저는 姙(임)자 돌림에다 정축년(丁丑年)에 태어났다고 丁(정) 자를 붙여서 丁姙(정임)이라는 이름을 받게 되었습니다. 감옥을 드나드시면서 아버지께 흰 옷을 넣어드리는 어머니는 번번이 피투성이 되어 나오는 아버지의 옷을 받아들면서 이렇게 애청을 하셨다고 합니다. "이 분은 몸이 약하신데 제가 대신 감옥에 들어가면 안 되느냐고." 일본 경찰은 조롱된 어조로 "당신도 콩밥이 먹고 싶어?" 하며 반문을 했다고 합니다. 
감옥살이에 시달리신 저의 아버지는 '늑막염'이라는 무서운 병을 재발 시키면서 72일 만에 석방이 되셨습니다. 석방을 시킨다는 조건부로 "일본에 협조한다는 글과 곡을 지으라는" 명령을 받았고 그 압력의 쇠사슬에 묶이신 나의 아버지는 최후의 3년을 (석방 이후) 병마에 시달리면서 강제에 못 이겨 한 두 차례 일본에 협조하는 글을 쓰셔야만 했습니다. 기억을 더듬으시는 어머니의 가슴 아픈 사연들 이었습니다...(이하 생략)...

1938년 음악잡지 「음악만필」을 발행하였다. 이는 한국 최초의 음악산문집이자 음악 평론집이기도 했다.

### 죽음
홍영후는 미국에서 당한 교통 사고의 후유증으로 늑막염을 앓고 있다가 회복되긴 했지만 수양 동우회 사건으로 체포된 후 일본 경찰의 고문으로 재발하면서 크게 악화되었다. 그 상황에서 1941년에는 적십자병원, 경성요양원(지금의 삼육서울병원)을 오가며 치료를 받았지만 그 해 8월 30일에 결핵균이 머리로 들어가게 되면서 뇌결핵으로 이어져 끝내 경성요양원에서 별세하였다.
그는 유언으로 "내가 죽거든 꼭 연미복을 입혀서 화장(火葬)해 달라."는 말을 남겼다.

## 작품
23세 때 작곡한 〈봉선화〉와 〈성불사의 밤〉, 〈옛동산에 올라〉, 〈고향의 봄〉, 〈고향 생각〉등 십 여곡의 가곡을 남겼고, 이 중 〈봉선화〉와 〈사공의 노래〉를 제외한 대부분의 가곡은 이은상 시인의 시에 곡을 붙인 곡이다. 후세의 많은 사람들에게도 친숙한 〈나뭇잎〉, 〈개구리〉를 비롯하여 111개의 동요를 작곡하였고, 〈애수〉, 〈로망스〉 등 8개의 기악곡을 발표하였으며 여러 곡의 영화 음악을 작곡하는 천재적 재능을 발휘하였다. 저서에는 《세계의 음악》, 《조선 가요백곡집》과 단편 소설집 《처녀의 혼》, 《향일초》, 《폭풍우가 지난 후》 등이 있다.

## 사후
1954년 난파기념사업회가 설립되어 '조선동요 100곡집'을 재간행하였다.

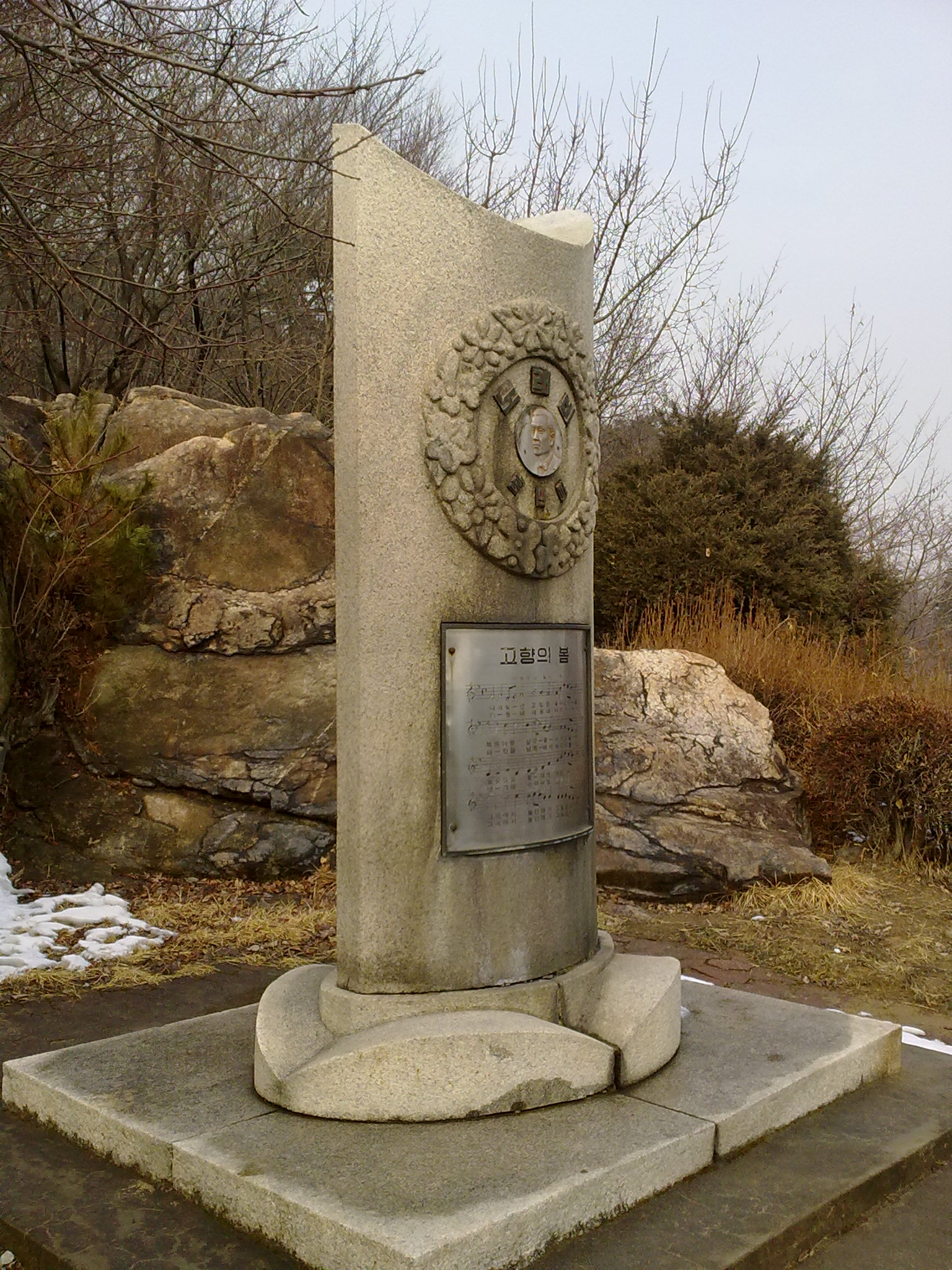
홍난파 노래비

1965년 10월 25일 대한민국 정부는 홍난파에게 문화 훈장을 추서하였다. 1968년 수원 팔달산에 노래비가 세워졌고, 1969년 8월 30일 홍난파의 추모일을 맞아 예총 경기도지회가 ‘난파음악제’를 연 이래 해마다 계속되고 있다. 또한 그가 살던 집(종로구 홍파동 소재)이 2004년 9월 4일 등록문화재 90호로 지정되었으며 현재 홍난파 기념관으로 사용되고 있다. 집 앞에는 그의 흉상이 서 있다. 수양동우회 사건 이후에 있었던 친일 행적으로 인해 홍난파는 친일파 708인 명단, 민족문제연구소의 친일인명사전 수록자 명단에 포함되었다.
2009년 친일반민족행위진상규명위원회가 발표한 친일반민족행위 705인 명단에도 포함될 예정이었지만 2009년 11월 26일 홍난파의 유족이 친일반민족행위진상규명위원회를 상대로 낸 친일행위조사결과 통지처분 효력정지 신청이 서울행정법원에서 받아들여지면서 유보 결정되었다. 당시 재판부는 "홍난파의 행위를 일본에 적극적으로 협력한 것으로 볼 수 있는지 더 따져봐야 하기 때문에 본안 소송 결과가 나올 때까지 해당 처분의 효력을 중지한다"고 말했다. 2010년 11월 4일 홍난파의 유족이 행정안전부 장관을 상대로 낸 소송의 선고(2010년 11월 5일)를 하루 앞둔 상황에서 돌연 소송 취하 의사를 밝혔고 행정안전부가 이에 동의하면서 재판이 종결되었다. 이에 따라 홍난파의 유족이 친일반민족행위진상규명위원회를 상대로 낸 친일행위조사결과 통지처분 효력정지 신청을 받아들인 법원의 결정이 무효가 되었고 홍난파는 친일반민족행위자 명단에 실리게 되었다. 2017년 12월에는 대한민국 행정안전부 과거사 관련 업무 지원단에 의해 《친일반민족행위진상규명 보고서 보유편》이 출간되었다. 여기에는 친일반민족행위 결정이유서, 김성수·방응모에 관한 친일반민족행위 결정에 관한 판결문이 수록되어 있다.

### 기념관에 대한 논란
홍난파가 1897년에 남양 활초리에서 태어나 기념사업 권리문제로 논란을 빚었던 화성시는 이번에는 단국대학교와 유품을 놓고 신경전을 벌이고 있다. 2006년부터 181억 5천만원을 들여 활초동 4만5천270m2 부지에 지하 1층, 지상2층 규모의 기념관, 야외음악당, 공원 등을 갖춘 홍난파 꽃동산 조성사업을 추진해왔는데 연고권을 들어 단국대학교 측에 유품을 넘겨 줄 것을 요구하고 있다. 하지만 단국대 측은 "홍난파의 유품을 화성시에 넘겨줄 계획이 전혀 없다"고 했다. 단국대 관계자는 "2009년에 화성시가 한 차례 공문을 보내온 바 있지만 거절했다"며 "유품을 기증받아 지금까지 전시·보존을 해 왔고, 죽전캠퍼스에 박물관 증축이 끝나면 다시 정상적으로 전시할 계획"이라고 밝혔는데 논란이 가중되자 단국대학교에서는 "기증받을 때 계셨던 학교 관계자 대부분이 세상을 떠났거나 학교에 남아있지 않기에 기증자 몇명이 언제 어떤 이유로 유품을 학교에 전달한 것인지 확인하기 어렵다"라고 밝히면서 유품들은 모두 학교 재산으로 등록되어 있다고 못을 박고 어이없는 요구에 적극 대응하겠다는 의사를 밝혔다. 또한 1984년 단국대학교 한남동 캠퍼스내 난파기념 음악관에서 유품을 전시할 때 홍난파 선생의 따님도 참석했었다고 전하면서 유품은 2007년 8월 30일 서울시 용산구 한남동에서 용인시로 이전되어 옮겨진 음악관이 확장되는대로 전시하기로 하였는데 단국대학교는 2013년 3월 13일 경기도 용인시 수지구 죽전동에 있는 신축한 캠퍼스에 전용 난파음악관을 마련하고 별실의 홍난파의 유품을 전시한 '난파 홍영후 전시실'을 개관했다. 유족으로 난파 선생의 조카인 홍건유 전 포스코 부회장, 외손자 홍익표 전 연성대학 부총장 등이 참석하였다. 난파음악관의 전시실에는 2011년 문화재청으로부터 등록문화재 제 479호로 지정된 동판 동요악보원판 51개를 비롯, 홍난파가 생전에 사용하던 바이올린 등 그의 음악적 삶이 담긴 수필 등 약 420여 점이 전시되었다.

### 사치품 논란
홍난파는 자신의 형 이비인후과 의사 홍석후 외에도 조선의 계몽사상가, 사회사업가 윤치호가 다달이 송금하는 100원으로 학비와 용돈을 조달하였다.
그는 윤치호에게 250원의 바이올린을 사도록 돈을 더 부쳐달라고 요청했다가 거절당했다. 홍난파는 다시 편지를 써서 구두쇠의 죄악에 대해 내게 일장연설을 늘어놓았다. 그는 조선의 부자들이 가난한 사람들을 억압하고 있다고 비난하고, 자기 재능을 계발할 만한 아무런 수단이 없는 조선의 천재들과 영웅들의 운명을 비관했다. 그는 볼셰비키들과 공산주의자들이 정당한 약탈자들이라고 강변하고 부자들이 혼자서 자기 재산을 누릴 수 없는 때가 곧 올 것이라 했다.
| “ | 홍영후(洪永厚 · 난파)의 편지를 읽고 부아가 치밀어 올랐다. 작년 1~2월쯤 도쿄에 가서 음악공부를 할 수 있게 도와달라고 그가 간청한 적이 있었다. 그래서 그에게 100원을 주었다. 9월 언제쯤인가 또 다시 수표로 100원을 주었다. 나중에 50원을 더 주어서, 유학비용으로 모두 250원을 대주었다. 한 달 전 그가 다시 편지를 보내와 바이올린을 사게 250원을 보내달라고 청했다. 공부하는 중에 250원짜리 바이올린을 사는 건 내 아들이나 동생이라도 절대 승낙할 수 없는 일이다. 그래서 부탁을 들어줄 수 없다고 답장을 썼다. 남에게서 돈을 받아 공부하면서 생활비 전액을 대달라고 하는 것이나, 고학생이 250원짜리 바이올린을 갖고 싶어한다는 건 도저히 말도 안 되는 발상이었다. 그런데 오늘 배달된 편지에서, 그는 구두쇠의 죄악에 대해 내게 일장연설을 늘어놓았다. 그는 조선의 부자들이 가난한 사람들을 억압하고 있다고 비난하고, 자기 재능을 계발할 만한 아무런 수단이 없는 조선의 천재들과 영웅들의 운명을 비관했다. 그는 볼셰비키들과 공산주의자들이 정당한 약탈자들이라고 강변하고 부자들이 혼자서 자기 재산을 누릴 수 없는 때가 곧 올 거라고 협박까지 했다. 조선 청년들의 수준과 은혜에 보답하는 그들의 마음이 어떤지를 적나라하게 보여주는 녀석이었다. | ” |

윤치호는 이를 협박으로 받아들이고, 조선 청년들의 사치, 허영심을 개탄하였다.

## 저서
- 《조선동요 100곡집》
- 음악산문집, 《음악만필》

## 일화
일화 하나, 계몽운동가 겸 교육자 윤치호는 그를 후원하던 후원자들 중의 한명이었다. 홍영후는 그의 형 홍석후를 통해 윤치호를 알게되었다. 당시 상황에 대해서 1921년 2월 6일(일요일)에 쓴 윤치호의 일기내용을 보면 이렇게 기록되어 있다.
홍영후의 편지를 읽고 부아가 치밀어 올랐다. 작년 1~2월쯤 도쿄에 가서 음악을 공부할 수 있게 도와달라고 그가 간청한 적이 있다. 그래서 그에게 100원을 주었다. 9월 언제쯤인가 또다시 수표로 100원을 주었다. 나중에 50원을 더 주어서, 유학비용으로 모두 250원을 대주었다. 
한 달 전 그가 다시 편지를 보내와 바이올린을 사게 250원을 보내달라고 청했다. 공부하는 중에 250원짜리 바이올린을 사는 건 내 아들이나 동생이라도 절대로 승낙할 수 없는 일이었다. 그래서 부탁을 들어줄 수 없다고 답장을 썼다. 
남에게 돈을 받아 공부하면서 생활비 전액을 대달라고 하는 것이나, 고학생이 250원짜리 바이올린을 갖고 싶어 한다는 건 도저히 말도 안 되는 발상이었다. 그런데 오늘 배달된 편지에서, 그는 구두쇠의 죄악에 대해 내게 일장 연설을 늘어놓았다. 그는 조선의 부자들이 가난한 사람들을 억압하고 있다고 비난하고, 자기 재능을 계발할 만한 아무런 수단이 없는 조선의 천재와 영웅들의 운명을 비관했다.(이하 생략)

홍난파는 윤치호에게 계속 후원을 받았는데, 하루는 윤치호에게 바이올린을 살 비용을 달라고 하였으나 거절하였다. 윤치호는 '남에게서 돈을 받아 공부하면서 생활비 전액을 대달라고 하는 것이나, 고학생이 250원짜리 바이올린을 갖고 싶어한다는 건 도저히 말도 안 되는 발상'이라고 본 것이다.
그러자 홍영후는 윤치호에게 구두쇠의 죄악에 대한 설교를 하며 볼셰비키들과 공산주의자들이 정당한 약탈자들이라고 강변하고 부자들이 혼자서 자기 재산을 누릴 수 없는 때가 곧 올 거라고 주장했다. 분개한 윤치호는 홍영후를 가리켜 '조선 청년들의 수준과 은혜에 보답하는 그들의 마음이 어떤지를 적나라하게 보여주는 녀석'이라고 혹평하였다.
그러나 홍영후는 이때 느꼈던 구두쇠의 죄악과 부자에게 제한적으로 받았던 감정을 잊지못해 훗날 유언까지 남겨 유족은 생전의 약속대로 연주하던 바이올린과 대표작들의 악보 등 총 116종 900여점의 유품을 단국대학교에 기증하였다. 홍난파의 유품 대부분은 단국대학교가 소장하고 있다.
일화 둘, 홍난파가 경성중앙라디오방송국 양악부(洋樂部)의 총책임자로서 경성교향악단의 지휘자로 있을 때, 그는 <조선동요100곡집>이라는 악곡집을 만들면서 음악운동에 최선을 다하였다. 그러나 1937년 흥사단 사건의 관련자로서 수감되고, 1941년에서야 비로소 꿈에 그리던 교향악단의 초연을 이룰 수 있었다.
그러나 초연 전 긴 옥살이와 병약한 심신에 건강이 나빠져 몸져 누워 숨을 거두기 직전 사경을 헤맬 때, 그는 자신의 부인에게 "얼른 연미복을 가져오라"고 했다고 한다. 결국 그 일이 무리임을 알자, "자신은 연미복을 입혀 화장하라"고 했다는 일화가 전해지고 있다.

## 같이 보기
- 이흥렬
- 현제명
- 안익태
- 윤치호
- 윤석중

## 참고 자료
- 반민족문제연구소 (1993년 4월 1일). 〈홍난파 : 민족음악개량운동에서 친일음악운동으로 (노동은)〉. 《친일파 99인 3》. 서울: 돌베개. ISBN 978-89-7199-013-1.